# اکتاو فویه

اُکتاو فویه (فرانسوی: Octave Feuillet‎؛ ‏ ۱۱ اوت ۱۸۲۱ – ۲۹ دسامبر ۱۸۹۰) نویسنده، رمان‌نویس و نمایشنامه‌نویس اهل فرانسه بود.
از فیلم‌ها یا مجموعه‌های تلویزیونی که وی در آن‌ها نقش داشته است، می‌توان به ابوالهول و قصه یک جوان فقیر اشاره نمود.